# 1124
Évszázadok: 11. század – 12. század – 13. század
Évtizedek: 1070-es évek – 1080-as évek – 1090-es évek – 1100-as évek – 1110-es évek – 1120-as évek – 1130-as évek – 1140-es évek – 1150-es évek – 1160-as évek – 1170-es évek
Évek: 1119 – 1120 – 1121 – 1122 –  1123 – 1124 – 1125 – 1126 – 1127 – 1128 – 1129

## Események
- március 26. – I. Henrik angol király serege leveri a normann lázadókat Bourgtheroulde-nál.
- április 23. – I. Dávid megöli és követi fivérét I. Sándort a skót trónon (1153-ig uralkodik).
- június vége – II. Balduin jeruzsálemi király váltságdíj ellenében kiszabadul a fogságból.[1]
- július 7. – A keresztesek elfoglalják Türoszt.[1]
- december 15.-december 16. – Pápává választják II. Celesztint, de a Frangepán nemzetség fegyveresei betörtek a gyűlésre, és követelték Ostia püspökének , a későbbi II. Honoriusznak a beiktatását. A közelharcban megsebesült Celesztin lemond.[2]
- december 21. – II. Honoriusz pápa megválasztása (1130-ig uralkodik).[2]
- Harcok Velencével Dalmáciában, II. István magyar király serege beveszi Spalatót, Traut és Šibeniket.[3]

## Születések
- III. Ottokár stájer őrgróf
- Jón Loftsson izlandi törzsfő

## Halálozások
- április 23. – I. Sándor skót király (* 1077 körül)
- december 13. vagy december 14. – II. Kallixtusz pápa[4]